# Elsie (Nebraska)
Elsie je selo u američkoj saveznoj državi Nebraska. Prema popisu stanovništva iz 2010. u njemu je živjelo 106 stanovnika.